# Hymenocephalus nascens
Hymenocephalus nascens és una espècie de peix de la família dels macrúrids i de l'ordre dels gadiformes.

## Morfologia
- Els mascles poden assolir 16 cm de llargària total.[4][5]

## Hàbitat
És un peix d'aigües profundes que viu entre 366-855 m de fondària.

## Distribució geogràfica
Es troba al Mar de la Xina Meridional, les Filipines, Indonèsia, el nord d'Austràlia i Nova Caledònia.